# Église Saint-Gorgon de Vertuzey
L'église Saint-Gorgon de Vertuzey est une église catholique située sur l'ancienne commune de Vertuzey, rattachée à Euville, dans le département français de la Meuse en région Grand Est. Elle est classée au titre des monuments historiques depuis 1999.

## Localisation
L'église est située dans le département français de la Meuse, sur l'ancienne commune de Vertuzey, rattachée à Euville.

## Historique
Possédant une puissante tour carrée des XIIIe siècle-XIVe siècle, vestige d'une maison forte, ce bâtiment est devenu une église au XVIe siècle. La tour est alors transformée en clocher et l'abside et la nef sont construites. L'église comporte des fenêtres de tir et une salle de refuge au-dessus de la nef.
Des travaux de restauration ont lieu en 2015, le nettoyage du badigeon en 2017 fait apparaître de nombreuses peintures murales datant des années 1500 et nécessitent alors la prolongation des travaux.
L'édifice est classé au titre des monuments historiques en 1999.

### Peintures murales
Voûte

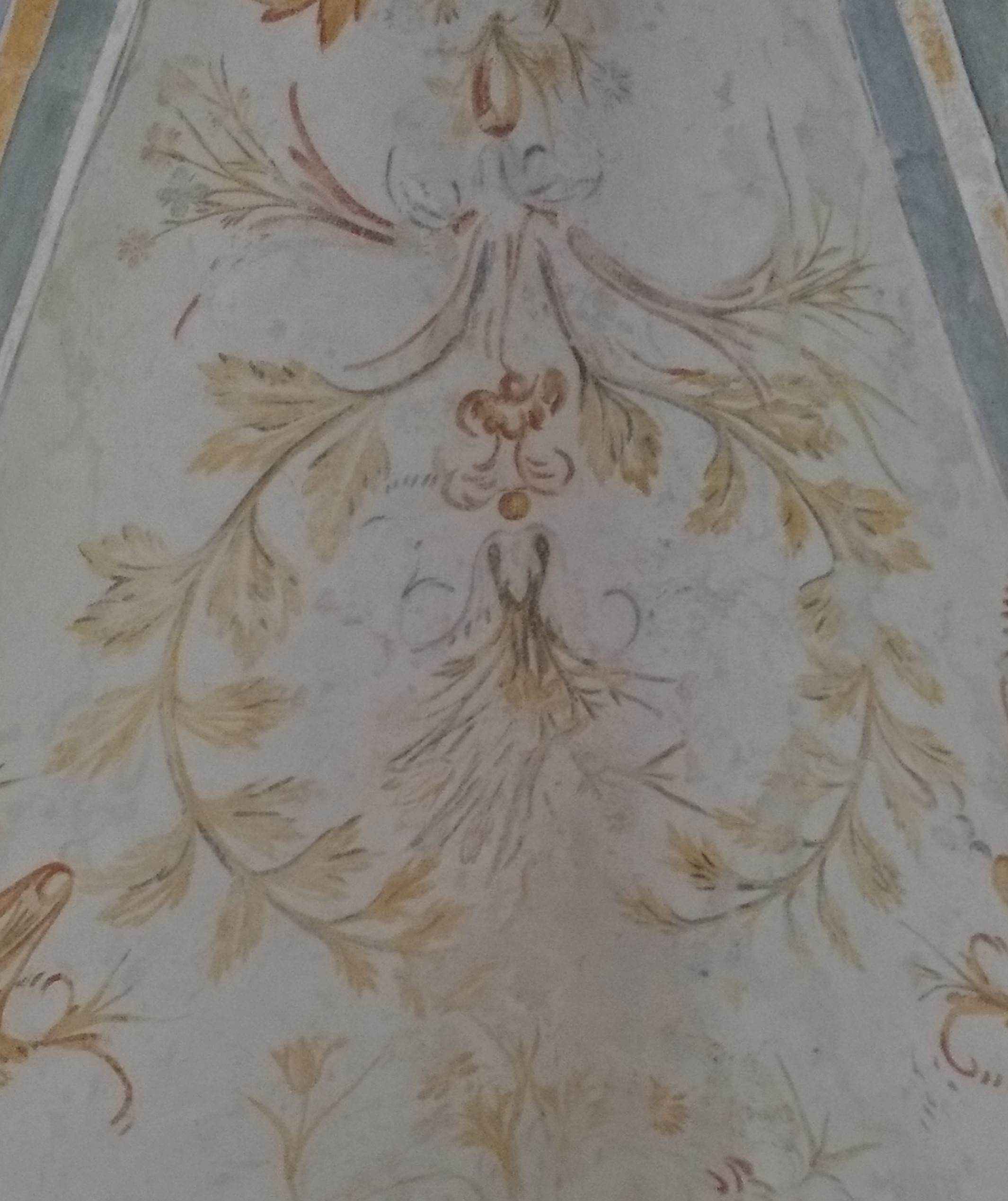
Rosace fleurie.
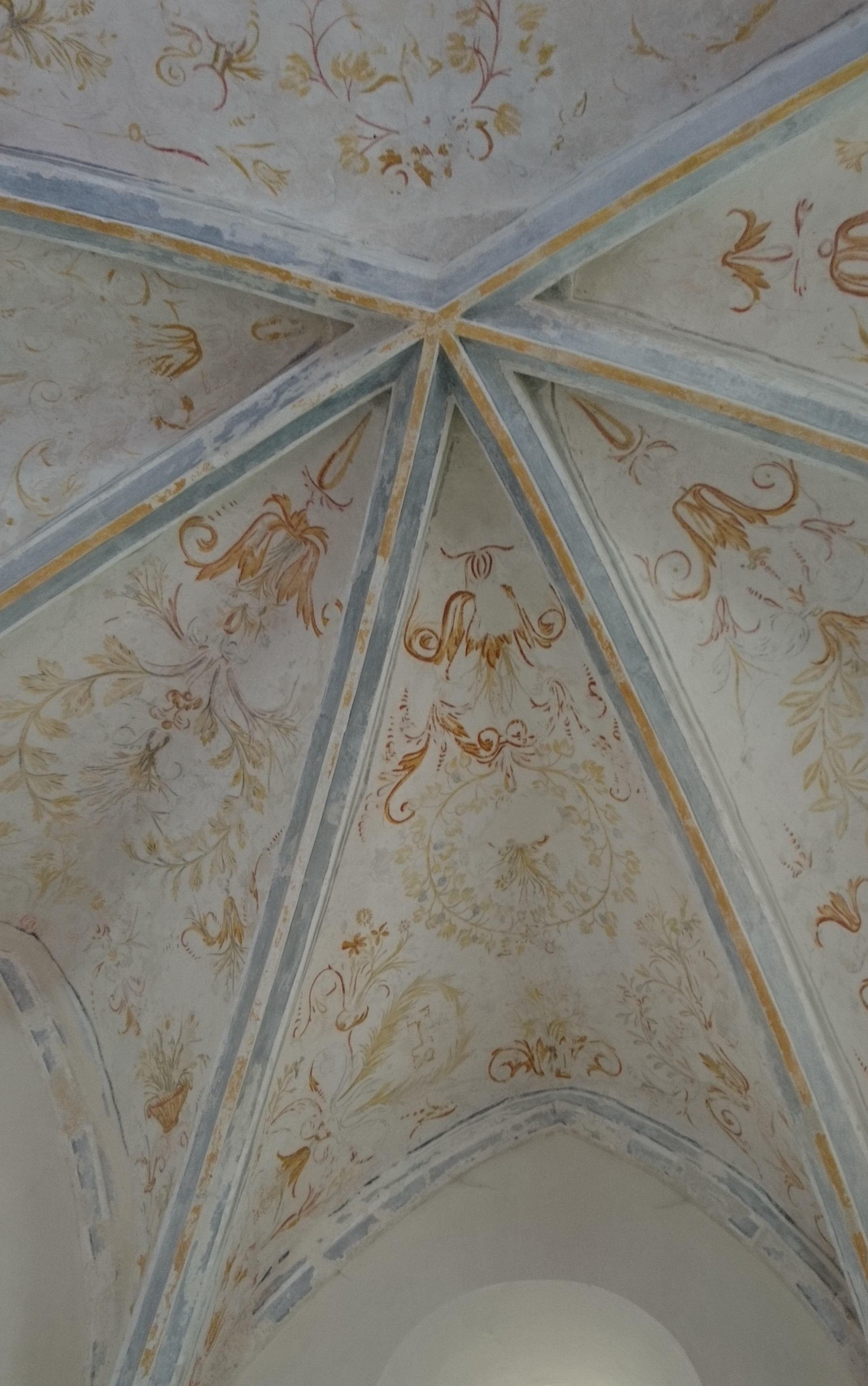
Voûte du chœur.
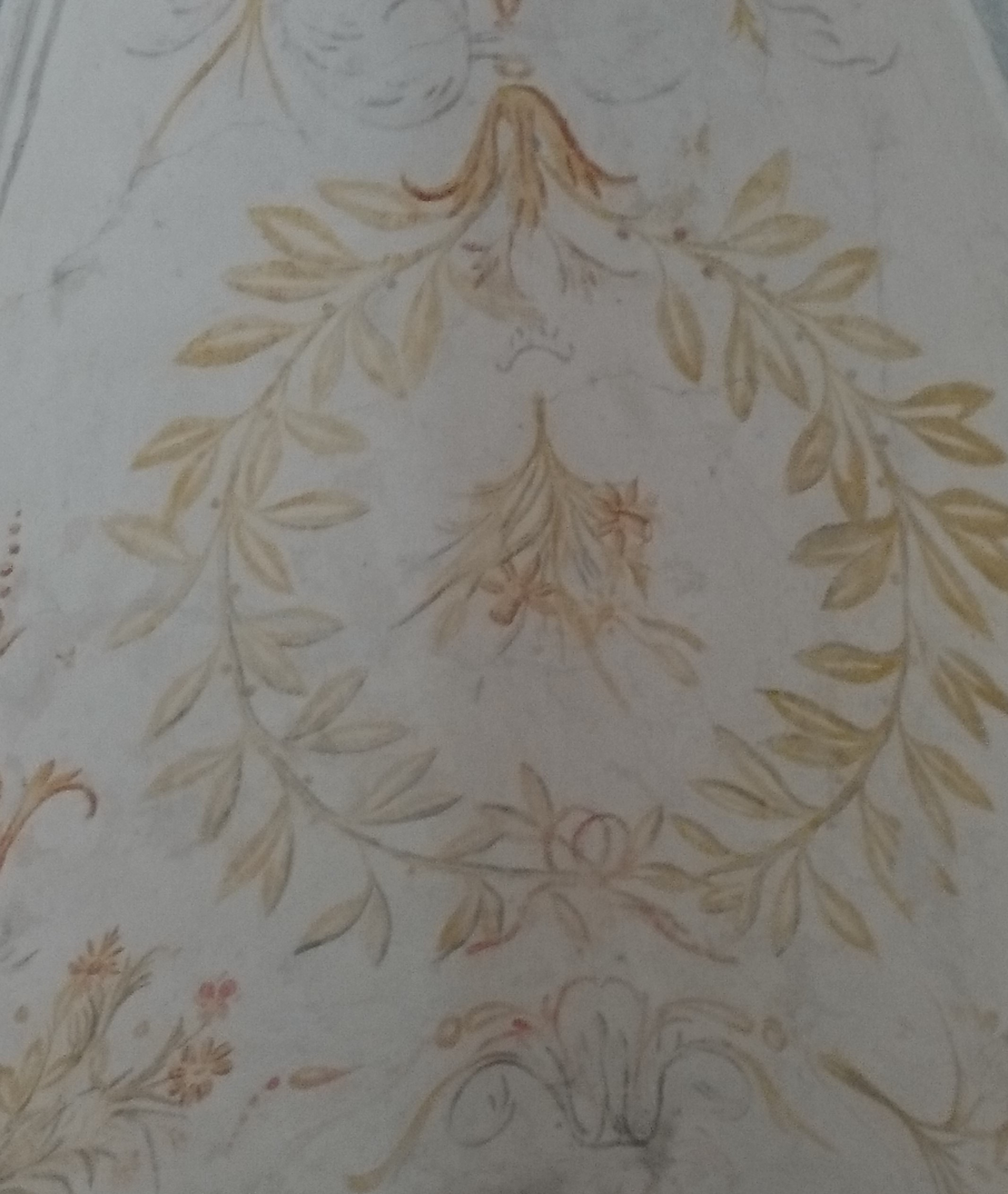
Détail d'une rosace.

Tribune

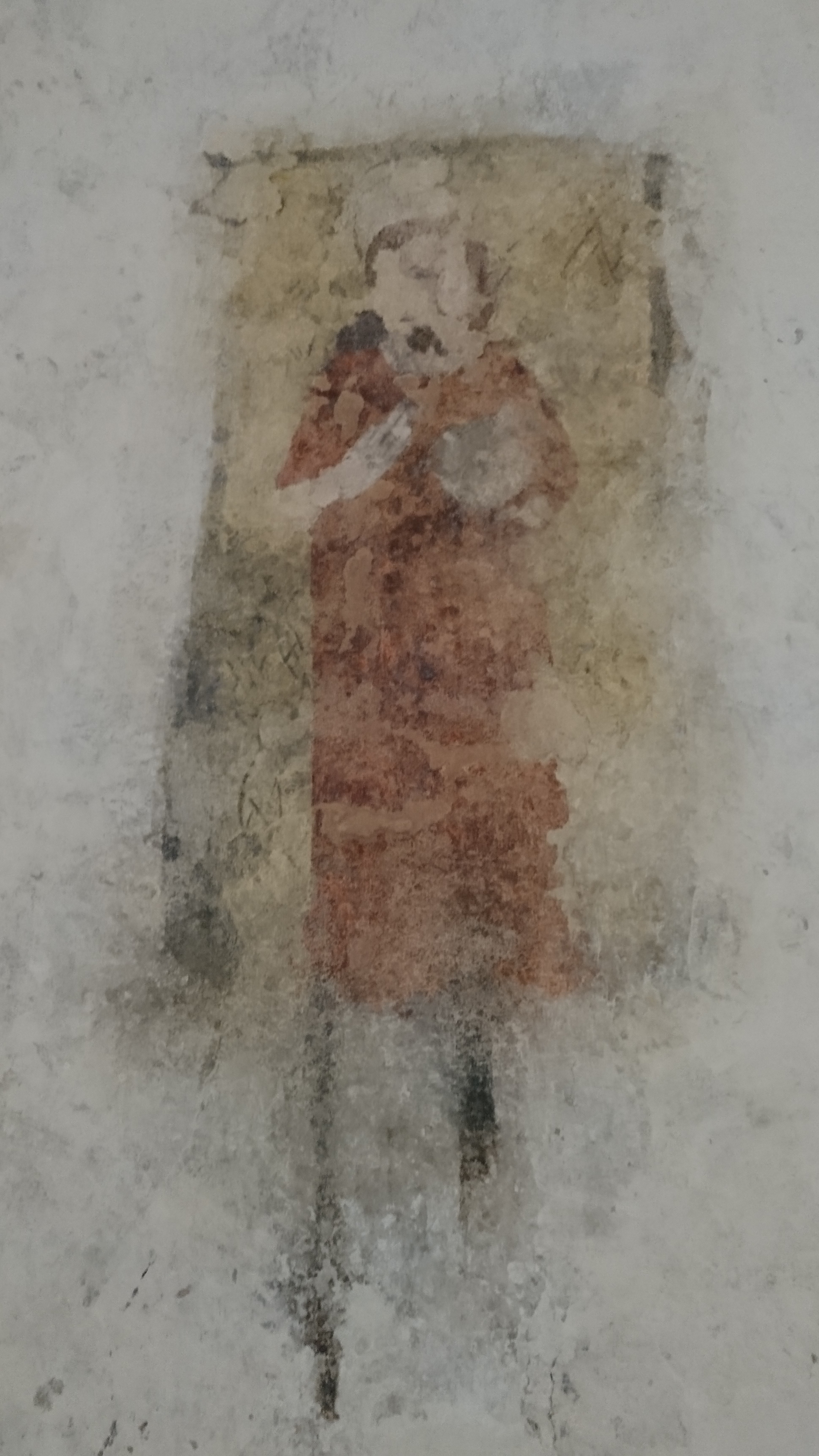
Le Christ Sauveur du Monde.

Chœur

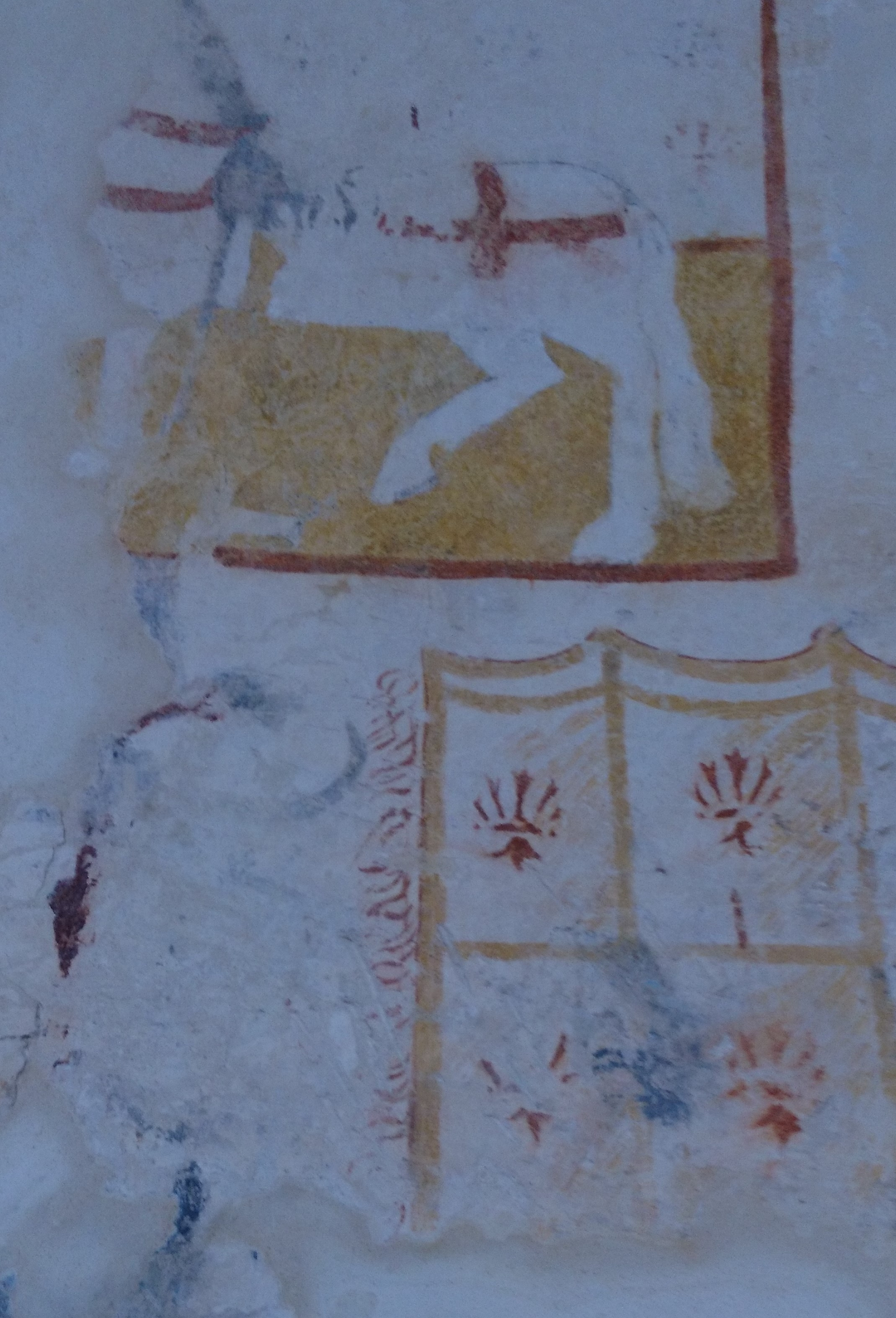
Saint au cheval et au chien.
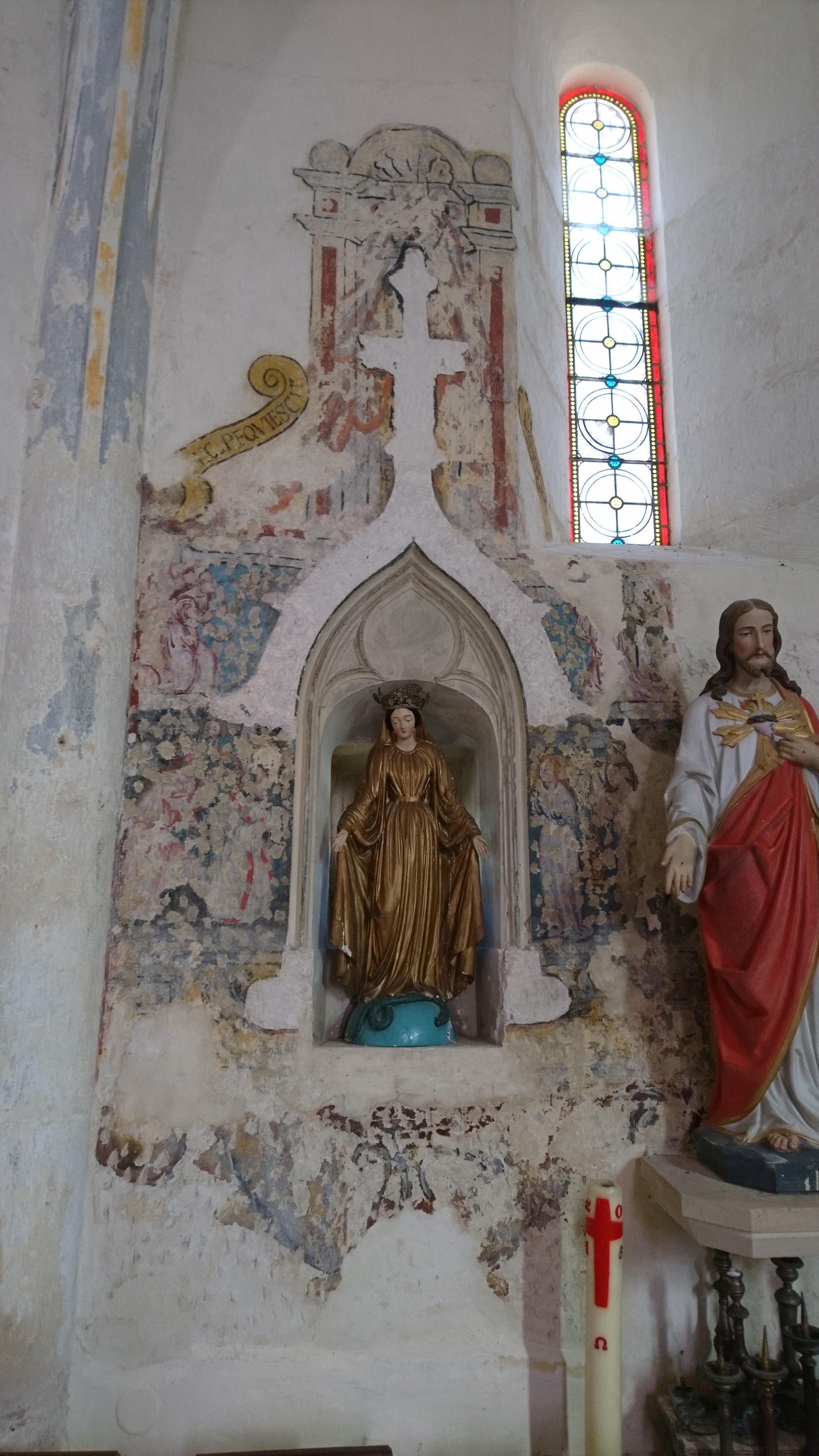
Peinture murale ornant l'autel du tabernacle.
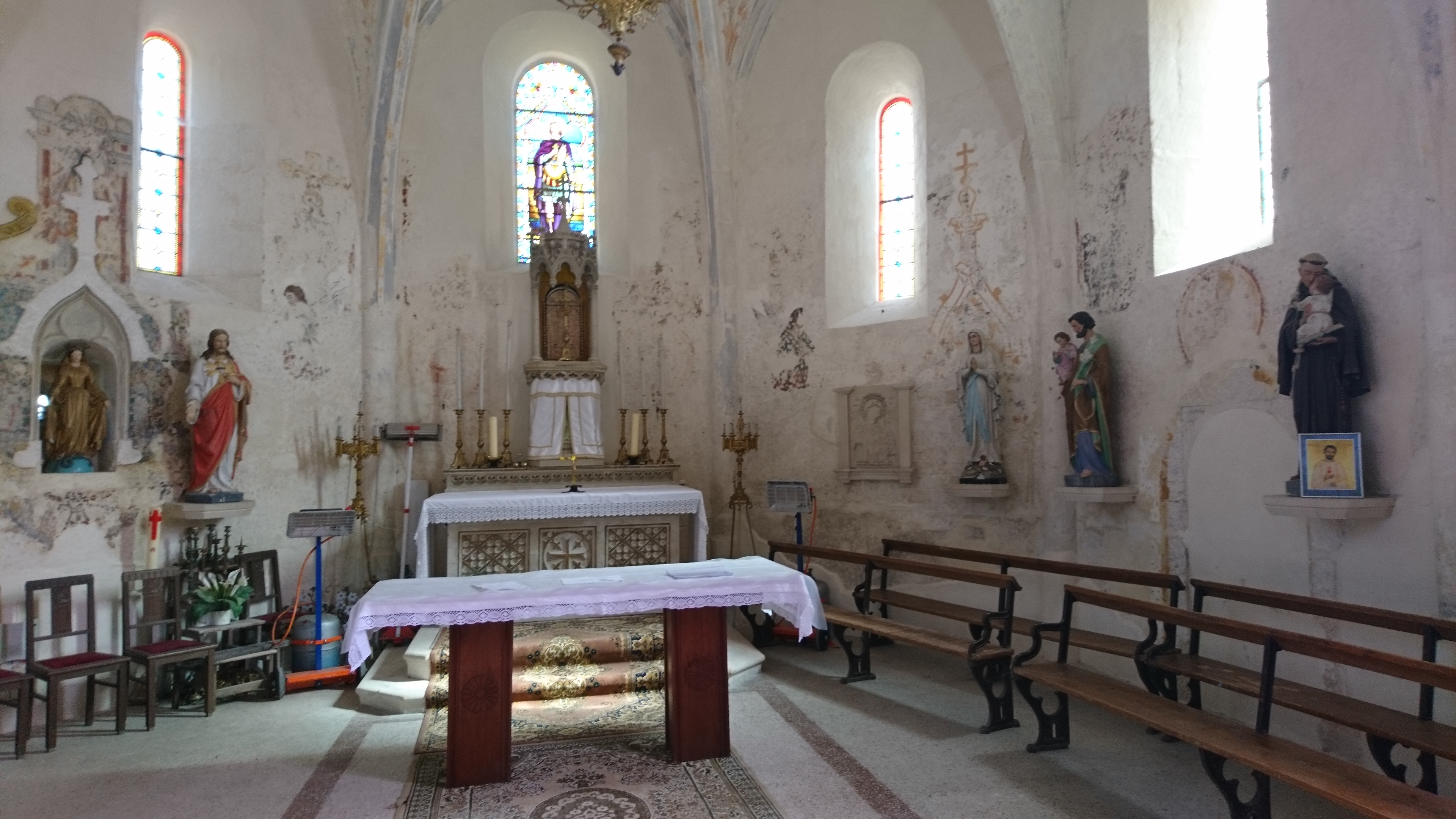
Chœur et ses peintures.
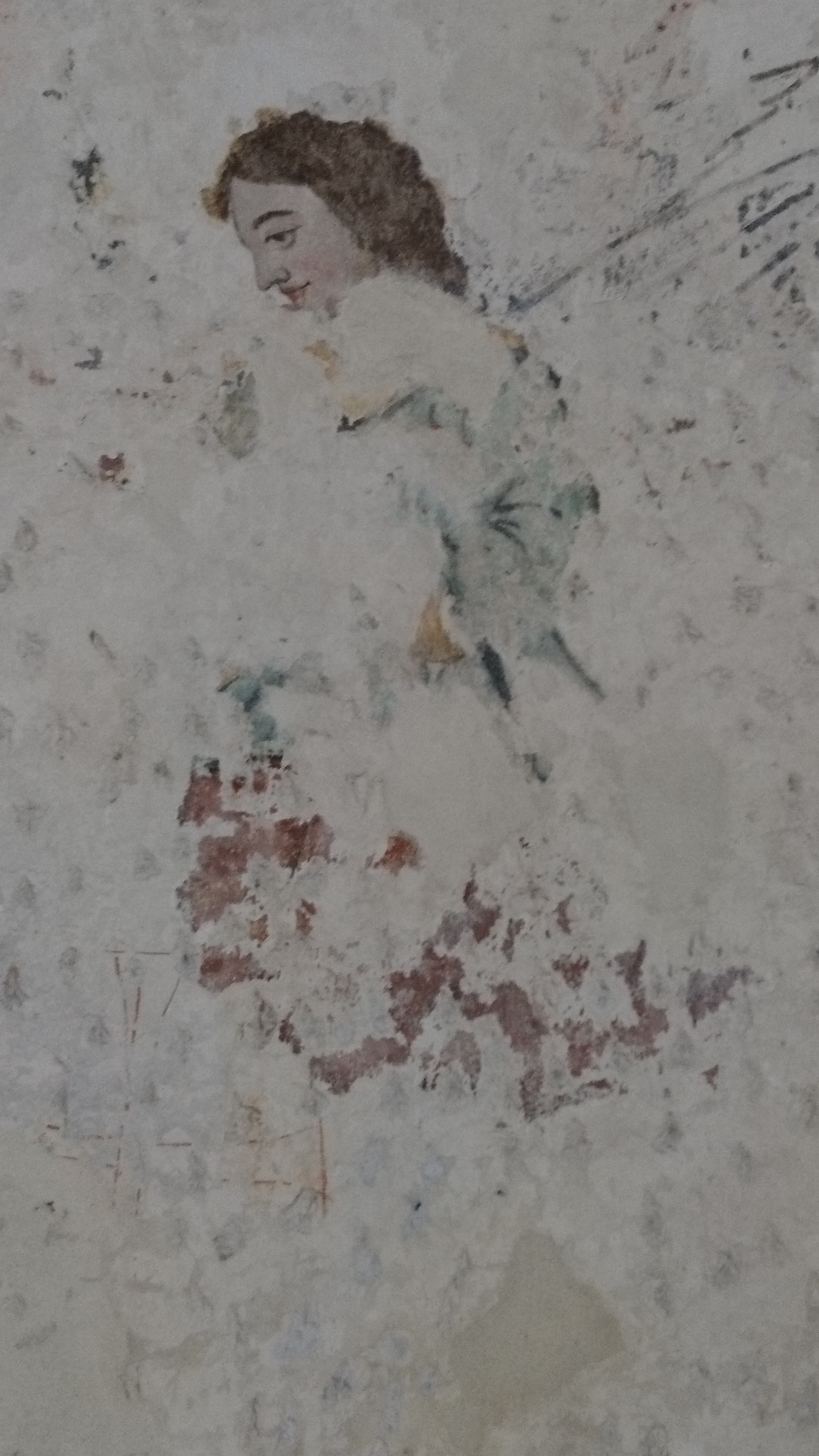
Tête d'un personnage.